# Sabine Kalter
Sabine Kalter, verheiratete Sabine Aufrichtig (* 23. März 1889 in Jarosław, Galizien, Österreich-Ungarn; † 1. September 1957 in London) war eine österreichische Opernsängerin (Mezzosopran, Alt).

## Leben
Nach ihrer Kinder- und Jugendzeit in Budapest studierte Sabine Kalter als Mezzosopranistin bei Rosa Papier an der k. k. Akademie für Musik und darstellende Kunst in Wien. Sie debütierte 1911 an der Volksoper, wo sie unter anderem an der Wiener Premiere von Engelbert Humperdincks Oper Königskinder mitwirkte. 1915 wechselte sie zum Hamburgischen Stadt-Theater, wo sie als Nachfolgerin der Altistin Ottilie Metzger zum absoluten Publikumsliebling avancierte. Sowohl in Verdi-Partien (Glanzrolle: Lady Macbeth) als auch als Wagner-Interpretin feierte sie beim Hamburger Publikum fast 20 Jahre lang Triumphe. Daneben gab es Engagements sowohl im Inland (etwa an der Berliner Kroll-Oper) als auch im Ausland, wo sie in Belgien, Frankreich, Spanien und Österreich (Wiener Staatsoper) gastierte. Sabine Kalter wirkte auch an Uraufführungen moderner Opern mit, wie Das Wunder der Heliane von Erich Wolfgang Korngold (Stadt-Theater Hamburg, 7. Oktober 1927) und Neues vom Tage von Paul Hindemith (Kroll-Oper Berlin, 8. Juni 1929).
Als die Nationalsozialisten 1933 an die Macht kamen, wurde der Jüdin Sabine Kalter nicht – wie anderen Kollegen – gleich gekündigt. Ob dies ihrer überaus großen Popularität beim Publikum zu verdanken war, oder dem Umstand, dass sie in ihren Rollen oft als „Darstellerin des Bösen, des Fremdartigen“ auftrat, ist nicht endgültig zu klären. Jedenfalls konnte sie noch bis Anfang 1935 in 21 verschiedenen, oft tragenden Partien am Stadt-Theater weitersingen, nach wie vor von großen Teilen des Publikums umjubelt. Ein Auftritt in ihrer Paraderolle als Lady Macbeth am 5. Januar 1935, bei dem es neben viel Jubel und Zustimmung aus dem Publikum auch inszenierte Störversuche gab markiert das Ende ihres Engagements am Hamburger Stadt-Theater. Einen Tag später emigrierte sie nach England.
Dort wirkte sie bis zum Krieg in 20 Partien am Royal Opera House Covent Garden. Unter anderem sang sie 1937 die Herodias, ihr Partner auf der Bühne als Herodes war dabei der NS-Sympathisant Gunnar Graarud. Hinzu kamen Gastspiele im Ausland. An der Pariser Oper sang sie am 1. Juni 1935, zusammen mit anderen jüdischen Stars des Musiktheaters, in Tristan und Isolde unter der Stabführung von Wilhelm Furtwängler, der sie auch nach ihrer Emigration im Ausland mehrfach engagierte. Weitere Gastspiele gab sie in Belgien, den Niederlanden und Palästina (April 1937 mit dem Palestine Symphony Orchestra unter Hans Wilhelm Steinberg). Sogar in Deutschland trat sie bei umjubelten Konzerten des Jüdischen Kulturbundes weiter auf. So am 20. März 1937 in Berlin sowie am 26. September 1937 und 6. Dezember 1937 im Großen Saal des Hamburger Conventgartens. Danach war ein weiteres Auftreten in Deutschland nicht möglich.
Als das Covent Garden Opernhaus in London aufgrund des Zweiten Weltkrieges schließen musste, gab es keine Opernrollen mehr für Sabine Kalter. Sie gab noch Konzerte und wirkte daneben als Gesangspädagogin. Nach dem Krieg dauerte es bis 1950, ehe Sabine Kalter-Andrews, wie sie inzwischen hieß, wieder Deutschland besuchte. Sie gab am 23. Oktober 1950 ein letztes Liederkonzert in der Hamburger Musikhalle. Noch einmal wurde sie von ihrem Publikum gefeiert.
Der Sohn von Sabine Kalter-Andrews war der Kunsthistoriker Keith Andrews (1920–1989).

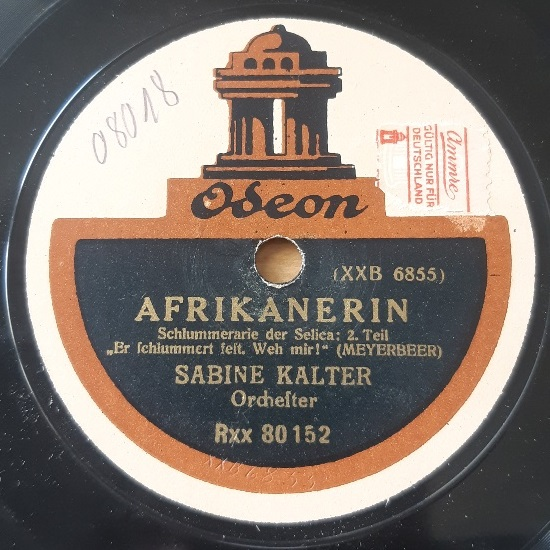
Schallplatte von Sabine Kalter (Berlin 1923)

Sabine Kalter hinterließ akustische Aufnahmen für Odeon (Berlin 1923–26). 1936 entstanden für HMV in London Auszüge aus "Tristan und Isolde" mit Kirsten Flagstad und Lauritz Melchior, in den sie die Brängäne singt; außerdem einige Liedtitel. Alle blieben unveröffentlicht.

## Partien (Auswahl)
Hamburger Stadt-Theater
- Tristan und Isolde (Richard Wagner): Brangäne
- Der Ring des Nibelungen (Richard Wagner): Fricka, Erda
- Tannhäuser (Richard Wagner): Venus
- Lohengrin (Richard Wagner): Ortrud
- Rienzi (Richard Wagner): Adriano
- Macbeth (Giuseppe Verdi): Lady Macbeth
- Don Carlos (Giuseppe Verdi): Prinzessin Eboli
- Der Troubadour (Giuseppe Verdi): Azucena
- Ein Maskenball (Giuseppe Verdi): Ulrica Arfvidsson
- Orpheus und Eurydike (Christoph Willibald Gluck)
- Samson und Dalila (Camille Saint-Saëns): Dalila
- Frau ohne Schatten (Richard Strauss): Amme
- Königskinder (Engelbert Humperdinck): Hexe
- Die lustigen Weiber von Windsor (Otto Nicolai): Frau Reich

Kroll-Oper Berlin
- Oedipus Rex (Igor Strawinski): Jocaste

Royal Opera House Covent Garden
- Tristan und Isolde (Richard Wagner): Brangäne
- Lohengrin (Richard Wagner): Ortrud
- Rheingold, Walküre (Richard Wagner): Fricka
- Götterdämmerung (Richard Wagner): Waltraute
- Salomé (Richard Strauss): Herodias

## Diskografie (Auswahl)
- Lebendige Vergangenheit – Sabine Kalter, CD, Wien, Preiser 2000
- Lebendige Vergangenheit – Richard Wagner On Record 1903–1946, darin: Sabine Kalter: Schmerzen, 4-CD-Box, Wien, Preiser 1997
- ABC der Gesangskunst, Teil 6: darin Arien aus Aida (Sabine Kalter mit Richard Tauber) sowie Immer leiser wird mein Schlummer von Johannes Brahms, Doppel-CD, Hamburg, Cantus-Lin (DA-Music) 2002
- Der junge Richard Tauber, darin: Sabine Kalter mit „Ich liebe ihn noch immer“ und „Was hab ich leiden müssen“ (beides Aida), Doppel-CD, Wien, Preiser 1997